# Pavol Demitra
Temple de la renommée slovaque : 2012
Pavol Demitra (né le 29 novembre 1974 à Dubnica nad Váhom en Tchécoslovaquie – mort le 7 septembre 2011 à Iaroslavl en Russie) est un joueur professionnel slovaque de hockey sur glace. Après avoir fait ses débuts dans son pays au début des années 1990, il est choisi lors du repêchage d'entrée dans la Ligue nationale de hockey de 1993 par les Sénateurs d'Ottawa. Il rejoint l'Amérique du Nord pour la saison suivante et passe trois saisons avec la franchise de l'Ontario.
Par la suite, il est échangé aux Blues de Saint-Louis avec qui il dispute près de huit saisons, inscrivant plus de trente-cinq buts à trois reprises. En 494 rencontres avec les Blues, il totalise 493 points et remporte le trophée Lady Byng récompensant son comportement exemplaire sur la glace, à l'issue de la saison 1999-2000. Après huit saisons sous les couleurs de Saint-Louis, il rejoint à partir de saison 2005-2006 différentes équipes de la LNH : les Kings de Los Angeles, le Wild du Minnesota et enfin les Canucks de Vancouver.
Il a également une carrière internationale riche en jouant avec l'équipe de Tchécoslovaquie puis celle de Slovaquie ; il remporte ainsi la médaille d'or en 1992 lors du championnat du moins de 18 ans, puis une médaille de bronze lors du championnat du monde junior de 1993. Il gagne également la médaille de bronze lors du championnat du monde de 2003. Demitra participe à différentes éditions des Jeux olympiques : 2002, 2006 et enfin 2010. Au cours de cette dernière édition, la Slovaquie termine quatrième alors que Demitra termine meilleur pointeur du tournoi.
À 37 ans, il rejoint le Lokomotiv Iaroslavl qui évolue dans la Ligue continentale de hockey pour la saison 2010-2011. Demitra s'engage pour une nouvelle saison avec le Lokomotiv mais il figure au nombre des personnes qui périssent dans l'accident de l'avion transportant le Lokomotiv Iaroslavl à destination de Minsk en Biélorussie. L'avion de ligne de type Yakovlev Yak-42 s'écrase peu après son décollage de l'aéroport de Iaroslavl, faisant 44 morts parmi les 45 occupants.

## Biographie

### Ses débuts en Tchécoslovaquie

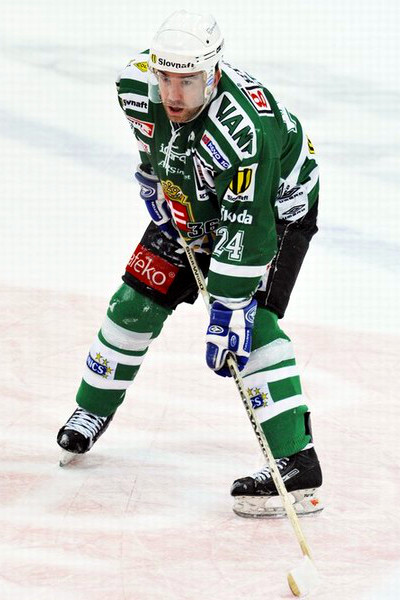
Žigmund Pálffy (ici avec le HK 36 Skalica) est le meilleur pointeur du HC Dukla Trenčín et de l'Extraliga en 1992-1993.

Pavol Demitra est né le 29 novembre 1974 à Dubnica nad Váhom en Tchécoslovaquie. Il grandit dans sa ville natale en jouant au football, sur les traces de son père qui est footballeur professionnel. À l'âge de 14 ans, il quitte le monde du football pour rejoindre celui du hockey sur glace. Il fait ses débuts en tant que centre en 1991 en jouant avec le club de sa ville natale, le Spartak Dubnica, qui évolue dans la deuxième échelon, dans la première division slovaque.
À la suite de cette saison, il est sélectionné avec l'équipe de Tchécoslovaquie des joueurs de moins de 18 ans pour participer au championnat d'Europe junior. Le championnat se joue en deux phases et la Tchécoslovaquie termine à la première place du classement en remportant les six rencontres jouées. Demitra participe aux six rencontres et inscrit alors douze points dont quatre buts ; il termine deuxième de la compétition avec trois points de moins que son compatriote, David Výborný.
L'année suivante, il signe avec le club voisin, le HC Dukla Trenčín, qui évolue dans le meilleur championnat de Tchécoslovaquie, l'Extraliga. Il s'agit de la dernière saison de l'organisation puisque fin décembre 1992, la dissolution de la Tchécoslovaquie est officielle ; le club de Trenčín termine avec la troisième place du classement à l'issue de la saison régulière. Une phase de playoffs est jouée par la suite et le club de Demitra est directement qualifié pour les quarts-de-finale. Ils y rencontrent le seul autre club slovaque encore en compétition, le TJ VSŽ Košice. Trenčín remporte les trois rencontres jouées pour rencontre au tour d'après le Sparta Prague, tour qui se joue au meilleur des cinq matchs. Les cinq rencontres sont nécessaires pour voir Prague remporter son billet pour la finale. Finalement le club de finit troisième du championnat alors que Žigmund Pálffy est le meilleur pointeur de la saison avec quarante-neuf points. D'un point de vue personnel, Demitra joue quarante-six rencontres au total sur la saison, inscrivant dix buts et dix-huit passes décisives et participe également à quatre rencontres avec Dubnica. Demitra, côtoie dans l'équipe un autre jeune attaquant né la même année que lui, Miroslav Šatan. Les deux joueurs sont choisis au cours du repêchage d'entrée dans la Ligue nationale de hockey de 1993 : Šatan par les Oilers d'Edmonton en tant que 111e choix en cinquième ronde et Demitra au neuvième tour en 227e par les Sénateurs d'Ottawa.
Au cours de la saison, il participe avec l'équipe junior de Tchécoslovaquie au championnat du monde junior qui se déroule en Suède. Le classement du tournoi se fait à l'issue d'une phase unique où toutes les équipes se rencontrent toutes à tour de rôle. En sept rencontres, la Tchécoslovaquie en remporte quatre, perdant 5-2 contre la Finlande et 6-5 contre les États-Unis ; ils font également match nul 1-1 contre l'équipe de Russie et sont les seuls à battre les futurs champions, le Canada. Demitra compte quatre buts et quatre passes décisives alors que Peter Forsberg, joueur de la Suède, inscrit trente-et-un points, un record pour la compétition.

### En Amérique du Nord

#### Au sein de la franchise d'Ottawa
Demitra rejoint l'Amérique du Nord et ses championnats dès la saison 1993-1994. Il joue une partie de la saison de la Ligue américaine de hockey avec les Senators de l'Île-du-Prince-Édouard, équipe affiliée à la franchise d'Ottawa, mais joue également une douzaine de rencontres avec l'équipe de la LNH inscrivant un but et une passe décisive. Il inscrit ce but lors de son premier match qu'il joue, une victoire 5-3 contre les Blues de Saint-Louis. Lors de la saison suivante, il partage une nouvelle fois son temps entre les deux équipes, finissant troisième meilleur pointeur de l'équipe de la LAH avec soixante-quatorze points ; Steve Larouche compte cent-un points pour la première place de l'équipe et la deuxième de toute la LAH. À l'issue de la saison régulière, l'équipe des Senators termine en tête de sa division et est qualifiée pour les séries éliminatoires de la Coupe Calder. Ils sont éliminés au deuxième tour des séries alors que Demitra ne joue que cinq matchs au cours de celles-ci.

#### Les Blues de Saint-Louis
Avant les débuts des championnats 1996-1997, Demitra joue un match avec Trenčín dans le championnat de Slovaquie et il inscrit un but et une passe décisive. Par la suite, il joue en Amérique du Nord avec le Thunder de Las Vegas de la ligue internationale de hockey. Au bout d'une vingtaine de rencontres jouées avec le Thunder, il est échangé aux Blues de Saint-Louis en retour de Christer Olsson, le 27 novembre 1996. Demitra passe la majorité de la saison dans la LIH, les Blues l'affectant à leur franchise affiliée, les Griffins de Grand Rapids. En fin de saison, il est appelé pour jouer dans la LNH et participe à huit rencontres, inscrivant le but de la victoire de la dernière rencontre du calendrier de l'équipe. L'équipe est qualifiée pour les séries éliminatoires et Demitra fait ses débuts dans cette phase de la compétition le 16 avril 1997 ; il inscrit ce soir là son premier point en faisant une passe décisive lors de la victoire 2-0 des siens contre les Red Wings de Détroit. Malgré cette première victoire, les Blues sont éliminés en six rencontres.
À la fin de la saison 1999-2000, Demitra est le meilleur pointeur de son équipe avec soixante-quinze points alors que celle-ci termine à la première place du classement général. Pour la première fois de son histoire, elle met ainsi la main sur le trophée des présidents pour cette première place. Les Blues jouent lors de la première ronde des séries contre les Sharks de San José, dernière équipe de l'association qualifiée mais à la surprise générale, les Blues sont éliminés en sept rencontres.
Au cours de la saison, Demitra participe au cinquantième Match des étoiles de la LNH et inscrit deux buts pour la victoire de la sélection mondiale contre la sélection nord-américaine. Il se blesse le 24 mars 2000 lors d'un match contre le Lightning de Tampa Bay ; subissant une mise en échec par derrière par Brian Holzinger, il s'écrase la tête la première dans le plexiglas et manque la fin de la saison, y compris les séries éliminatoires. Avec seulement huit minutes de pénalités récoltées au cours de la saison régulière, le joueur slovaque remporte le trophée Lady Byng récompensant son état d'esprit.
Le 30 décembre 2000, il reçoit un palet dans l'œil et manque dix sept rencontres de la saison. Finalement, il ne joue que quarante-quatre des quatre-vingt-deux rencontres du calendrier de son équipe. Les Blues sont deuxièmes de la division Centrale, avec huit points de moins que les Red Wings de Détroit, et sont la quatrième équipe qualifiée pour les séries éliminatoires. Les joueurs des Blues prennent leur revanche sur San José au premier tour et en six rencontres
Au cours de la saison 2002-2003, les Blues terminent deuxièmes de leur division, derrière les Red Wings de Détroit, alors que Demitra est le meilleur pointeur de l'équipe avec quatre-vingt-trois points. Il est également le sixième meilleur pointeur de toute la LNH, Peter Forsberg comptant treize points de plus. Lors des séries éliminatoires, les Blues jouent contre les Canucks de Vancouver, quatrième équipe qualifiée de l'association de l'Ouest ; malgré un blanchissage du gardien de Saint-Louis, Chris Osgood, 6-0 lors de la première rencontre, puis une avance trois matchs à un, les Blues sont éliminés en sept matchs
À la suite de l'élimination des Blues, il rejoint le championnat du monde ; à la suite d'une blessure subie à la main pendant les séries, Demitra ne fait ses débuts qu'à l'occasion du cinquième match de son équipe, contre l'Autriche. Il est aligné avec Peter Bondra et Šatan, et réalise une passe décisive pour un but de Bondra lors de la victoire 7-1. Demitra inscrit le troisième but des Slovaques lors de la rencontre qui les oppose aux Tchèques alors que les deux équipes font match nuls trois buts partout. Avec cinq victoires et un match nul, la Slovaquie se qualifie pour la suite des compétitions et éliminent les Suisses en quart-de-finale. Ils perdent leur première rencontre en demi-finale contre la Suède 4-1 et jouent leur dernière rencontre contre la République tchèque pour la médaille de bronze. Lors de la victoire 4-2 de son pays, Demitra inscrit deux points en réalisant la passe décisive du troisième but des siens, but inscrit par Bondra ; il inscrit également le dernier but de son équipe pour balayer les derniers espoirs tchèques à trois minutes de la fin du temps réglementaire.

#### Une saison avec Trenčín puis avec les Kings (2004-2006)

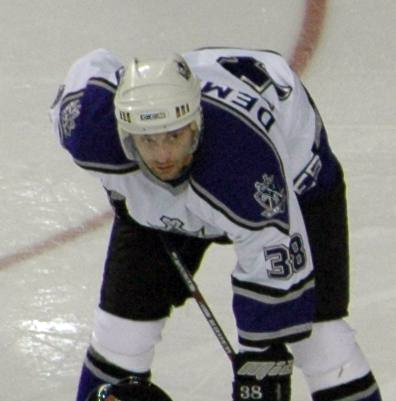
Pavol Demitra joue la saison 2005-2006 avec les Kings de Los Angeles.

La saison 2004-2005 de la LNH étant annulée en raison d'un lock-out, il signe en tant qu'agent libre avec le Dukla Trenčín le 17 septembre 2004. Il commence la saison aux côtés de Marián Gáborík et de Marián Hossa mais finalement, il est le seul à rester avec son club jusqu'à la fin de la saison régulière. L'équipe finit à la troisième place du classement avec cinq points de moins que HKm Zvolen et que HC Slovan Bratislava ; d'un point de vue personnel, Demitra compte quatre-vingt-deux points dont vingt-buts et il est le meilleur du championnat dans ses deux statistiques. Les deux joueurs de la LNH reviennent avec Trenčín pour les playoffs alors que l'équipe MsHK Žilina au premier tour. Ils chutent en demi-finale en sept rencontres contre Bratislava, futur champion de Slovaquie. Avec dix-sept points au cours de la phase finale, Demitra est le cinquième pointeur derrière Miroslav Šatan qui en compte cinq de plus et est également champion avec le Slovan Bratislava. Demitra est mis en avant en étant désigné meilleur joueur de la saison et il est également un des joueurs de l'équipe type de la saison.
Le 2 août 2005, il signe un contrat en tant qu'agent libre avec les Kings de Los Angeles un contrat de trois saisons pour 13,5 millions de dollars. Il joue son premier avec sa nouvelle franchise le 5 octobre et réalise une passe décisive au cours d'une défaite 5-4 contre les Stars de Dallas. Il manque vingt-quatre rencontres de la saison régulière en raison de différentes blessures et en cinquante-huit parties jouées, il compte vingt-cinq buts et soixante-deux points alors que l'équipe manque les séries.

#### Le Wild du Minnesota (2006-2008)
Le 24 juin 2006, il change une nouvelle fois de couleurs en étant échangé contre Patrick O'Sullivan et un choix de première ronde lors du repêchage 2006 du Wild du Minnesota. À la suite de cette première saison avec le Wild, Demitra inscrit soixante-quatre points dont trente-neuf passes ; il est alors le meilleur passeur de l'équipe et compte le même nombre de points que Brian Rolston, meneur de l'équipe avec six buts de plus que Demitra. Le Wild, terminant cette saison septième de l'association de l'Ouest et deuxième de leur division, est qualifié pour les séries éliminatoires. Ils y rencontrent en première ronde les Ducks d'Anaheim. Les joueurs du Wild sont rapidement débordés et menés trois matchs à zéro ; ils parviennent à sauver l'honneur en remportant la quatrième rencontre sur la marque de 4-1 mais ils sont éliminés en perdant le cinquième match sur la même marque. Lors de la saison 2007-2008, pour la première fois de son histoire, l'équipe termine à la première place de sa division avec trois points de plus que l'Avalanche du Colorado. Les deux équipes s’affrontent au premier tour des séries et les trois premières rencontres se décident à la suite de prolongations ; le Wild mène alors deux à un mais perd les trois rencontres suivantes pour une nouvelle élimination précoce. Avec cinquante-quatre points en soixante-huit rencontres, Demitra est le quatrième pointeur de l'équipe derrière Marián Gáborík qui compte quatre-vingt-trois points.

#### Dernières saisons dans la LNH (2008-2010)

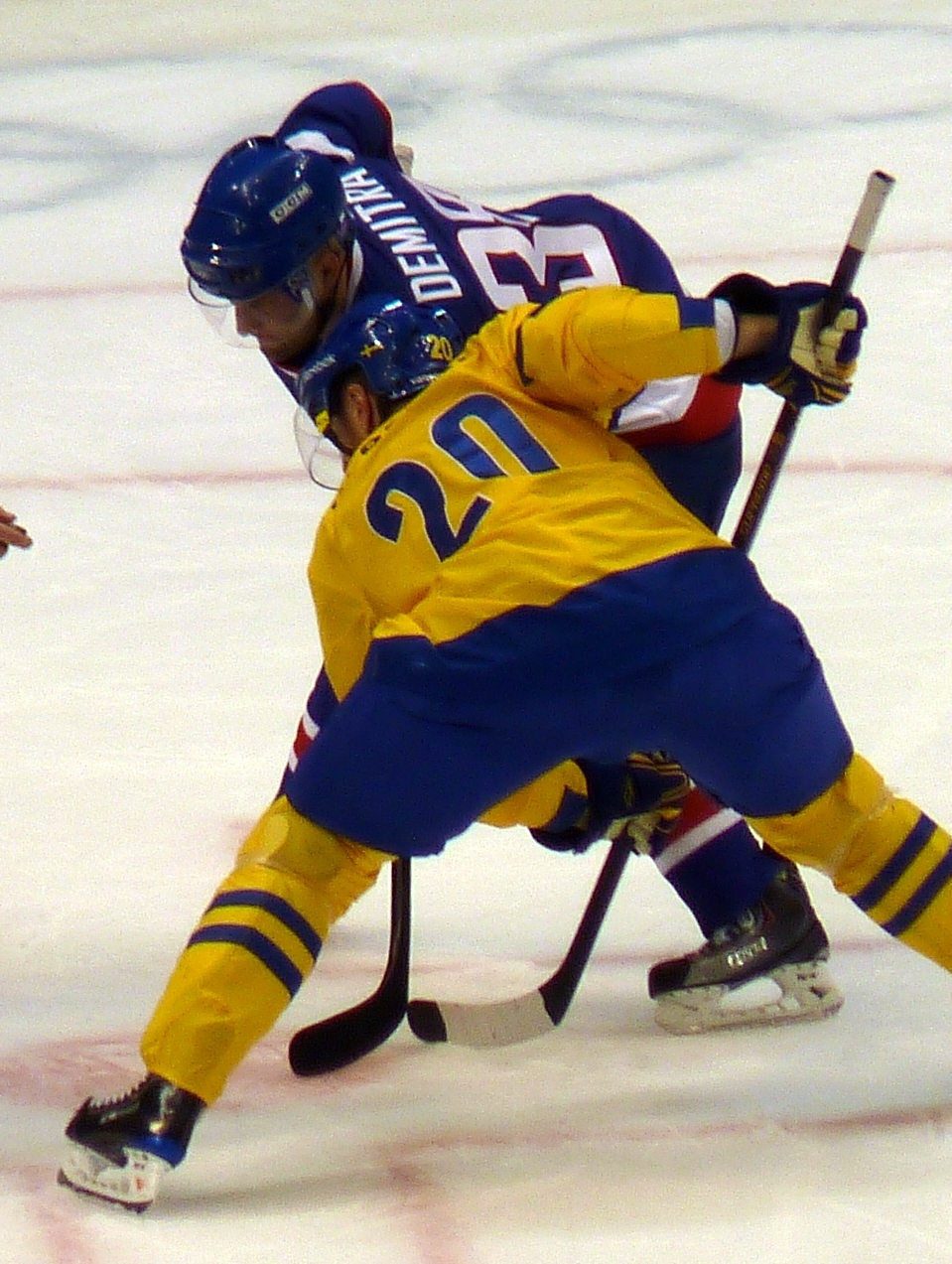
Demitra face à son coéquipier avec les Canucks de Vancouver, Henrik Sedin, lors d'un engagement des Jeux olympiques d'hiver de 2010.

Le 10 juillet 2008, il signe avec les Canucks de Vancouver un contrat de deux saisons d'une valeur estimée à 8 millions de dollars.
Demitra profite de l'inter-saison pour se faire opérer de l'épaule, une première fois en mai puis une deuxième fois avant le début de la saison. En septembre, il est prévu qu'il manque six semaines afin de se remettre de son opération. Le retour au jeu du Slovaque ne se fait finalement qu'en janvier, une infection et des complications venant retarder la date de la reprise. Il ne joue qu'une dizaine de matchs dans la LNH avant la pause dans le calendrier de la LNH : les joueurs de la ligue sont laissés libres pour jouer les Jeux olympiques à Vancouver au Canada
Marián Hossa, Marián Gáborík et Demitra sont nommés assistants-capitaines de Zdeno Chára pour la sélection slovaque. La Slovaquie perd dès la première rencontre du tournoi, 3-1 contre la République tchèque et les trois assistants-capitaines combinent pour que Gáborík inscrive le seul but de son équipe. Demitra compte une nouvelle passe décisive lors de la deuxième rencontre contre la Russie pour le but de l'égalisation par Hossa à dix minutes avant la fin de la rencontre. Après une prolongation qui ne donne rien, les deux nations prennent part à une séance de tir de fusillade. Jozef Stümpel réussit le premier lancé de la séance, Aleksandr Ovetchkine lui répond mais les gardiens arrêtent chacun les deux autres lancers. Les deux équipes continuent avec une séance de lancers supplémentaire pour déterminer le vainqueur et tous les joueurs ratent l'occasion de remporter le match, y compris Ovetchkine à deux reprises, avant que Demitra ne donne la victoire à la Slovaquie. Malgré une victoire lors du dernier match de la première phase, les joueurs slovaques se classent troisièmes de leur poule. Ils doivent donc jouer un match de qualification pour pouvoir jouer les quarts-de-finale ; ce match a lieu le 23 février contre la Norvège. Au début de la rencontre, Ľuboš Bartečko se blesse en tombant à la renverse sur la glace à la suite d'une mise en échec de Ole-Kristian Tollefsen. La Slovaquie, jouant à cinq contre quatre pendant cinq minutes, inscrit rapidement deux buts, dont encore une fois un but de Gáborík qui dévie un tir de Demitra, puis finalement s'impose 4-3.
Ils jouent le lendemain contre la Suède et lors de la victoire 4-3 de la Slovaquie, Demitra inscrit trois points en marquant un but et en assistant Gáborík puis Tomáš Kopecký. La Slovaquie chute en demi-finale contre le Canada, futur vainqueur, sur le score de 3-2. Demitra a l'occasion d'inscrire le troisième but des siens à huit secondes de la fin du match mais Roberto Luongo, coéquipier de Demitra avec Vancouver, réalise un arrêt en faisant un grand-écart. La Slovaquie perd également le match de la médaille de bronze ; ils sont défaits 5-3 alors qu'ils menaient 3-1. Encore une fois Demitra compte trois points, une passe pour Gáborík, une autre pour Hossa et enfin un but. À titre personnel, Demitra termine avec dix points dont trois buts ; il est le meilleur pointeur de la compétition, un point devant son coéquipier, Hossa, et est également désigné comme joueur de l'équipe type des journalistes.
De retour dans la LNH, les Canucks se classent troisième de la saison pour l'association de l'Ouest et sont qualifiés pour les séries éliminatoires. Henrik Sedin, attaquant des Canucks, est le meilleur pointeur de la saison terminant avec cent-douze points alors que Demitra joue une trentaine de matchs pour seize points. Lors de la première ronde des séries, les Kings de Los Angeles sont écartés en six rencontres mais perdent lors du deuxième tour contre les Blackhawks de Chicago, futurs champions de la Coupe Stanley, également en six matchs.

### Première saison dans la KHL (2010-2011)
Le 15 juillet 2010, il rejoint pour une saison le Lokomotiv Iaroslavl de la nouvelle ligue d'Eurasie, la Ligue continentale de hockey, également connue sous le sigle KHL du nom russe : Kontinentalnaïa Hokkeïnaïa Liga. À l'issue de la saison régulière, son équipe termine à la première place de sa division et de son association avec cent-huit points ; seul l'Avangard Omsk fait mieux avec dix points de plus. Demitra compte quant à lui soixante-et-un points pour le meilleur total de son équipe et le cinquième de la ligue, Aleksandr Radoulov terminant premier du classement avec quatre-vingt points. Avec quarante-trois points, Demitra est le deuxième meilleur passeur de la compétition, encore une fois derrière Radoulov qui en compte soixante. Lors de la saison, le troisième Match des étoiles de la KHL a lieu et alors que Demitra est un des joueurs retenus par les journalistes, il ne peut pas participer pour des raisons familiales. Il est nommé meilleur attaquant du mois de janvier pour la KHL.
Au cours des playoffs de la Coupe Gagarine, le Lokomotiv Iaroslavl passe le premier tour en battant le Dinamo Minsk en sept rencontres, puis l'équipe élimine le Dinamo Riga en cinq rencontres. Pendant ce temps, Demitra inscrit au minimum un point pendant douze rencontres consécutives. Le Lokomotiv est opposé à l'Atlant Mytichtchi qui gagne le premier match 6-1, Demitra n'inscrivant pas de points. Finalement, l'équipe de Demitra est éliminée en six matchs, dont la dernière rencontre sur le score de 8-2. Malgré cette élimination en demi-finale, Demitra est un des meilleurs joueurs des playoffs : il est le troisième pointeur de la phase avec vingt-et-un points alors que son coéquipier, Josef Vašíček, est premier avec un point de plus.
À la suite de cette saison, il est nommé meilleur attaquant slovaque de la saison 2010-2011, tous championnats confondus. Après la fin du championnat de la KHL, Demitra est sélectionné une nouvelle fois avec l'équipe nationale de Slovaquie et est nommé capitaine pour le championnat du monde qui se joue à Bratislava et Košice. Il joue une nouvelle fois sur la même ligne que Gáborík et Hossa alors qu'ils finissent à la troisième place de la poule avec une victoire et deux défaites. Ils ne passent pas le deuxième tour avec deux nouvelles défaites et une seule victoire contre le Danemark. Demitra participe aux six rencontres de son équipe, comptant un but et deux passes décisives, et annonce lors du dernier match de son équipe qu'il met fin à sa carrière internationale.

### La catastrophe aérienne

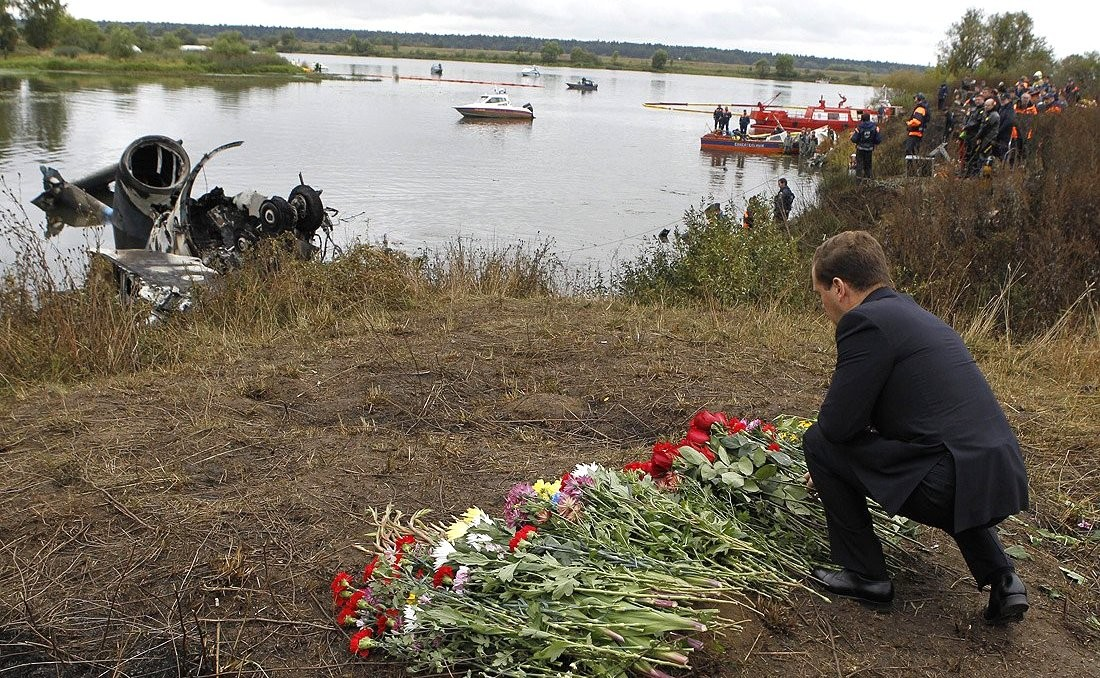
Le président Dmitri Medvedev déposant des fleurs devant la carcasse du Yak-42.

Demitra s'engage pour une nouvelle saison avec le Lokomotiv mais il figure au nombre des personnes qui périssent le 7 septembre dans l'accident de l'avion transportant le Lokomotiv Iaroslavl à destination de Minsk en Biélorussie. L'avion de ligne de type Yakovlev Yak-42 s'écrase peu après son décollage de l'aéroport Tounochna de Iaroslavl, faisant 44 morts parmi les 45 occupants,. Le Lokomotiv partait affronter le Dinamo Minsk pour son match d'ouverture la saison 2011-2012. Le seul survivant est un membre de l'équipage.
Deux jours après sa mort, la Fédération de Slovaquie de hockey sur glace décide que plus aucun joueur de l'équipe nationale ne pourra porter le 38, numéro que portait Demitra. L'école primaire de son village natal annonce également qu'elle changera de nom pour honorer la mémoire du joueur international. La patinoire du Dukla Trenčín est renommée le 29 septembre 2011 en son honneur : Zimný štadión Pavla Demitru, littéralement la maison de glace de Pavol Demitra.

## Vie privée
Pavol Demitra se marie avec Maja et ils ont ensemble un garçon Lucas en 2003. Deux ans plus tard, en 2005, ils ont des jumeaux, Zara et Tobias mais ce dernier est né malade et meurt quelques jours après sa naissance.

## Statistiques

### Statistiques en club
| Saison     | Équipe                              | Ligue          |     | Saison régulière | Saison régulière | Saison régulière | Saison régulière | Saison régulière |    | Séries éliminatoires | Séries éliminatoires | Séries éliminatoires | Séries éliminatoires | Séries éliminatoires |
| Saison     | Équipe                              | Ligue          | PJ  | B                | A                | Pts              | Pun              | PJ               | B  | A                    | Pts                  | Pun                  |                      |                      |
| 1991-1992  | Spartak Dubnica                     | 1re div. slo.  | 28  | 13               | 10               | 23               | 12               | -                | -  | -                    | -                    | -                    |                      |                      |
| 1992-1993  | HC Dukla Trenčín                    | Extraliga      | 46  | 10               | 18               | 28               | 0                | -                | -  | -                    | -                    | -                    |                      |                      |
| 1992-1993  | Spartak Dubnica                     | 1re div. slo.  | 4   | 3                | 0                | 3                |                  | -                | -  | -                    | -                    | -                    |                      |                      |
| 1993-1994  | Senators de l'Île-du-Prince-Édouard | LAH            | 41  | 18               | 23               | 41               | 8                | -                | -  | -                    | -                    | -                    |                      |                      |
| 1993-1994  | Sénateurs d'Ottawa                  | LNH            | 12  | 1                | 1                | 2                | 4                | -                | -  | -                    | -                    | -                    |                      |                      |
| 1994-1995  | Senators de l'Île-du-Prince-Édouard | LAH            | 61  | 26               | 48               | 74               | 23               | 5                | 0  | 7                    | 7                    | 0                    |                      |                      |
| 1994-1995  | Sénateurs d'Ottawa                  | LNH            | 16  | 4                | 3                | 7                | 0                | -                | -  | -                    | -                    | -                    |                      |                      |
| 1995-1996  | Senators de l'Île-du-Prince-Édouard | LAH            | 48  | 28               | 53               | 81               | 44               | -                | -  | -                    | -                    | -                    |                      |                      |
| 1995-1996  | Sénateurs d'Ottawa                  | LNH            | 31  | 7                | 10               | 17               | 6                | -                | -  | -                    | -                    | -                    |                      |                      |
| 1996-1997  | HC Dukla Trenčín                    | Extraliga slo. | 1   | 1                | 1                | 2                | 0                | -                | -  | -                    | -                    | -                    |                      |                      |
| 1996-1997  | Thunder de Las Vegas                | LIH            | 22  | 8                | 13               | 21               | 10               | -                | -  | -                    | -                    | -                    |                      |                      |
| 1996-1997  | Griffins de Grand Rapids            | LIH            | 42  | 20               | 30               | 50               | 24               | -                | -  | -                    | -                    | -                    |                      |                      |
| 1996-1997  | Blues de Saint-Louis                | LNH            | 8   | 3                | 0                | 3                | 2                | 6                | 1  | 3                    | 4                    | 6                    |                      |                      |
| 1997-1998  | Blues de Saint-Louis                | LNH            | 61  | 22               | 30               | 52               | 22               | 10               | 3  | 3                    | 6                    | 2                    |                      |                      |
| 1998-1999  | Blues de Saint-Louis                | LNH            | 82  | 37               | 52               | 89               | 16               | 13               | 5  | 4                    | 9                    | 4                    |                      |                      |
| 1999-2000  | Blues de Saint-Louis                | LNH            | 71  | 28               | 47               | 75               | 8                | -                | -  | -                    | -                    | -                    |                      |                      |
| 2000-2001  | Blues de Saint-Louis                | LNH            | 44  | 20               | 25               | 45               | 16               | 15               | 2  | 4                    | 6                    | 2                    |                      |                      |
| 2001-2002  | Blues de Saint-Louis                | LNH            | 82  | 35               | 43               | 78               | 46               | 10               | 4  | 7                    | 11                   | 6                    |                      |                      |
| 2002-2003  | Blues de Saint-Louis                | LNH            | 78  | 36               | 57               | 93               | 32               | 7                | 2  | 4                    | 6                    | 2                    |                      |                      |
| 2003-2004  | Blues de Saint-Louis                | LNH            | 68  | 23               | 35               | 58               | 18               | 5                | 1  | 0                    | 1                    | 4                    |                      |                      |
| 2004-2005  | HC Dukla Trenčín                    | Extraliga slo. | 54  | 28               | 54               | 82               | 39               | 12               | 4  | 13                   | 17                   | 14                   |                      |                      |
| 2005-2006  | Kings de Los Angeles                | LNH            | 58  | 25               | 37               | 62               | 42               | -                | -  | -                    | -                    | -                    |                      |                      |
| 2006-2007  | Wild du Minnesota                   | LNH            | 71  | 25               | 39               | 64               | 28               | 5                | 1  | 3                    | 4                    | 0                    |                      |                      |
| 2007-2008  | Wild du Minnesota                   | LNH            | 68  | 15               | 39               | 54               | 24               | 6                | 1  | 2                    | 3                    | 2                    |                      |                      |
| 2008-2009  | Canucks de Vancouver                | LNH            | 69  | 20               | 33               | 53               | 20               | 6                | 1  | 2                    | 3                    | 2                    |                      |                      |
| 2009-2010  | Canucks de Vancouver                | LNH            | 28  | 3                | 13               | 16               | 0                | 11               | 2  | 4                    | 6                    | 4                    |                      |                      |
| 2010-2011  | Lokomotiv Iaroslavl                 | KHL            | 54  | 18               | 43               | 61               | 29               | 18               | 6  | 15                   | 21                   | 4                    |                      |                      |
| Totaux LNH | Totaux LNH                          | Totaux LNH     | 847 | 304              | 464              | 768              | 284              | 94               | 23 | 36                   | 59                   | 34                   |                      |                      |

### Statistiques en équipe nationale
| Année | Équipe          | Évènement                            |   | PJ | B | A  | Pts | Pun                        |  | Résultat |
| 1992  | Tchécoslovaquie | Championnat d'Europe moins de 18 ans | 6 | 4  | 8 | 12 | 2   | Médaille d'or              |  |          |
| 1993  | Tchécoslovaquie | Championnat du monde junior          | 7 | 4  | 4 | 8  | 8   | Médaille de bronze         |  |          |
| 1996  | Slovaquie       | Coupe du monde                       | 3 | 0  | 0 | 0  | 2   | Défaite au premier tour    |  |          |
| 1996  | Slovaquie       | Championnat du monde                 | 5 | 1  | 2 | 3  | 2   | Neuvième place             |  |          |
| 2002  | Slovaquie       | Jeux olympiques                      | 2 | 1  | 2 | 3  | 2   | Treizième place            |  |          |
| 2003  | Slovaquie       | Championnat du monde                 | 5 | 2  | 2 | 4  | 4   | Médaille de bronze         |  |          |
| 2004  | Slovaquie       | Championnat du monde                 | 9 | 4  | 4 | 8  | 4   | Quatrième place            |  |          |
| 2004  | Slovaquie       | Coupe du monde                       | 4 | 0  | 2 | 2  | 2   | Défaite en quart-de-finale |  |          |
| 2005  | Slovaquie       | Championnat du monde                 | 7 | 2  | 5 | 7  | 2   | Cinquième place            |  |          |
| 2006  | Slovaquie       | Jeux olympiques                      | 6 | 2  | 5 | 7  | 2   | Cinquième place            |  |          |
| 2007  | Slovaquie       | Championnat du monde                 | 6 | 2  | 2 | 4  | 12  | Sixième place              |  |          |
| 2010  | Slovaquie       | Jeux olympiques                      | 7 | 3  | 7 | 10 | 2   | Quatrième place            |  |          |
| 2011  | Slovaquie       | Championnat du monde                 | 6 | 1  | 2 | 3  | 0   | Dixième place              |  |          |

## Trophées et honneurs personnels
- 1998-1999 - palet d'or, en tant meilleur joueur slovaque[70]
- 1998-1999 : sélectionné pour jouer le 49e Match des étoiles de la LNH
- 1999-2000
  - trophée Lady Byng
  - sélectionné pour jouer le 50e Match des étoiles de la LNH
- 2001-2002 : sélectionné pour jouer le 52e Match des étoiles de la LNH
- 2004-2005 :
  - meilleur buteur et pointeur de la saison régulière de l'Extraliga slovaque
  - meilleur joueur de l'Extraliga
  - élu dans l'équipe type de l'Extraliga
- 2010-2011 :
  - nommé meilleur attaquant du mois de janvier dans la KHL
  - sélectionné pour jouer le troisième Match des étoiles de la KHL (ne joue pas le match finalement)